# KBS 스포츠뉴스 (KBS 2TV)
《KBS 스포츠뉴스》(KBS SPORTS NEWS (KBS 2TV))는 1990년 11월 3일부터 2001년 11월 4일까지 KBS 2TV에서 매주 토요일 밤 10시 25분, 일요일 밤 10시 30분에 방송되었던 한국방송공사의 스포츠뉴스 프로그램이었다.

## 기획 의도
주요 스포츠 소식에 건강정보를 담아냈던 스포츠 뉴스 프로그램이었다.

## 방송 시간
| 방송 채널 | 방송 기간                           | 방송 시간                                                                            |
| --------- | ----------------------------------- | ------------------------------------------------------------------------------------ |
| KBS 2TV   | 1990년 11월 3일 ~ 1991년 5월 19일   | 토요일 밤 9시 30분 ~ 9시 40분 (10분) 일요일 밤 9시 40분 ~ 9시 50분 (10분)            |
| KBS 2TV   | 1991년 5월 25일 ~ 1991년 10월 6일   | 주말 밤 9시 40분 ~ 9시 50분 (10분)                                                   |
| KBS 2TV   | 1991년 10월 12일 ~ 1993년 4월 25일  | 주말 저녁 8시 50분 ~ 8시 55분 (5분)                                                  |
| KBS 2TV   | 1993년 5월 1일 ~ 1993년 10월 17일   | 주말 저녁 8시 55분 ~ 밤 9시 (5분)                                                    |
| KBS 2TV   | 1994년 2월 26일 ~ 1994년 5월 8일    | 주말 저녁 8시 55분 ~ 밤 9시 (5분)                                                    |
| KBS 2TV   | 1995년 5월 6일 ~ 1997년 3월 2일     | 주말 저녁 8시 55분 ~ 밤 9시 (5분)                                                    |
| KBS 2TV   | 1997년 10월 25일 ~ 1997년11월 22일  | 주말 저녁 8시 55분 ~ 밤 9시 (5분)                                                    |
| KBS 2TV   | 1993년 10월 18일 ~ 1994년 2월 20일  | 평일 밤 9시 25분 ~ 9시 35분 (10분) 주말 저녁 8시 55분 ~ 밤 9시 (5분)                 |
| KBS 2TV   | 1994년 5월 10일 ~ 1994년 10월 9일   | 평일 밤 10시 50분 ~ 11시 (10분) 주말 저녁 8시 55분 ~ 밤 9시 (5분)                    |
| KBS 2TV   | 1994년 10월 10일 ~ 1995년 4월 30일  | 평일 밤 9시 45분 ~ 9시 55분 (10분) 주말 저녁 8시 55분 ~ 밤 9시 (5분)                 |
| KBS 2TV   | 1997년 11월 29일 ~ 1998년 6월 14일  | 주말 밤 9시 ~ 9시 5분 (5분)                                                          |
| KBS 2TV   | 1998년 6월 15일 ~ 1998년 10월 11일  | 월요일 ~ 토요일 아침 6시 25분 ~ 6시 40분 (15분) 주말 밤 9시 ~ 9시 5분 (5분)          |
| KBS 2TV   | 1998년 10월 12일 ~ 1998년 11월 15일 | 월요일 ~ 토요일 아침 6시 10분 ~ 6시 25분 (15분) 주말 밤 10시 ~ 10시 10분 (10분)      |
| KBS 2TV   | 1998년 11월 16일 ~ 1999년 1월 31일  | 월요일 ~ 토요일 아침 6시 10분 ~ 6시 25분 (15분) 주말 밤 10시 10분 ~ 10시 20분 (10분) |
| KBS 2TV   | 1999년 2월 1일 ~ 1999년 5월 2일     | 월요일 ~ 토요일 아침 6시 15분 ~ 6시 30분 (15분) 주말 밤 10시 15분 ~ 10시 25분 (10분) |
| KBS 2TV   | 1999년 5월 8일 ~ 1999년 10월 17일   | 주말 밤 10시 ~ 10시 10분 (10분)                                                      |
| KBS 2TV   | 1999년 11월 20일 ~ 1999년 12월 19일 | 주말 밤 10시 ~ 10시 10분 (10분)                                                      |
| KBS 2TV   | 1999년 12월 25일 ~ 2000년 4월 30일  | 주말 밤 9시 50분 ~ 10시 (10분)                                                       |
| KBS 2TV   | 2000년 5월 6일 ~ 2000년 7월 23일    | 주말 밤 10시 20분 ~ 10시 30분 (10분)                                                 |
| KBS 2TV   | 2000년 7월 29일 ~ 2000년 10월 8일   | 토요일 밤 10시 30분 ~ 10시 40분 (10분) 일요일 밤 10시 20분 ~ 10시 30분 (10분)        |
| KBS 2TV   | 2000년 10월 14일 ~ 2001년 4월 29일  | 주말 밤 10시 30분 ~ 10시 40분 (10분)                                                 |
| KBS 2TV   | 2001년 5월 5일 ~ 2001년 5월 27일    | 토요일 밤 10시 20분 ~ 10시 30분 (10분) 일요일 밤 10시 30분 ~ 10시 40분 (10분)        |
| KBS 2TV   | 2001년 6월 16일 ~ 2001년 7월 15일   | 토요일 밤 10시 20분 ~ 10시 30분 (10분) 일요일 밤 10시 30분 ~ 10시 40분 (10분)        |
| KBS 2TV   | 2001년 6월 2일 ~ 2001년 6월 3일     | 토요일 밤 11시 ~ 11시 10분 (10분) 일요일 밤 11시 10분 ~ 11시 20분 (10분)             |
| KBS 2TV   | 2001년 6월 9일 ~ 2001년 6월 10일    | 토요일 밤 11시 10분 ~ 11시 20분 (10분) 일요일 밤 10시 40분 ~ 10시 50분 (10분)        |
| KBS 2TV   | 2001년 7월 21일 ~ 2001년 11월 4일   | 토요일 밤 10시 25분 ~ 10시 35분 (10분) 일요일 밤 10시 30분 ~ 10시 40분 (10분)        |

## 역대 앵커
- 김윤근 前 아나운서
- 박현우 前 아나운서
- 조건진 前 아나운서
- 유재복 감사실 사업ㆍ인프라감사부장[3]
- 김현태 아나운서실 팀장[4]
- 김동우 前 아나운서실 부팀장[5]
- 김은성 아나운서실 한국어연구부 부장[6]
- 윤인구 아나운서[7]
- 김현욱 前 아나운서

## 같이 보기
- KBS 스포츠 9 (KBS 1TV)
- MBC 스포츠 뉴스(MBC TV)